# Kovanj
Kovanj är en ort i Bosnien och Hercegovina.   Den ligger i entiteten Republika Srpska, i den sydöstra delen av landet, 50 km öster om huvudstaden Sarajevo. Kovanj ligger 662 meter över havet och antalet invånare är 156.
Terrängen runt Kovanj är huvudsakligen kuperad. Kovanj ligger nere i en dal. Närmaste större samhälle är Goražde, 17,3 km söder om Kovanj. 
I omgivningarna runt Kovanj växer i huvudsak lövfällande lövskog. Runt Kovanj är det ganska tätbefolkat, med 67 invånare per kvadratkilometer.